# Márcio Teruel
Márcio Teruel (n. São Paulo, Brasil, 11 de marzo de 1986) es un futbolista brasileño. Juega como mediocampista.

## Clubes
| Club                    | País        | Año         |
| ----------------------- | ----------- | ----------- |
| Mogi Mirim EC           | Brasil      | 2003 - 2005 |
| Barueri                 | Brasil      | 2005 - 2007 |
| Roma Esporte Apucarana  | Brasil      | 2007        |
| Grêmio Esportivo Osasco | Brasil      | 2008        |
| Mogi Mirim EC           | Brasil      | 2009        |
| Gloria Futebol Club     | Brasil      | 2010        |
| Club Deportivo FAS      | El Salvador | 2011 - 2012 |
| FK Jagodina             | Serbia      | 2012 - 2013 |
| Vittoriosa Stars FC     | Malta       | 2013        |
| Inter de Limeira        | Brasil      | 2014        |
| Club Deportivo FAS      | El Salvador | 2014        |